# تیم هارداوی

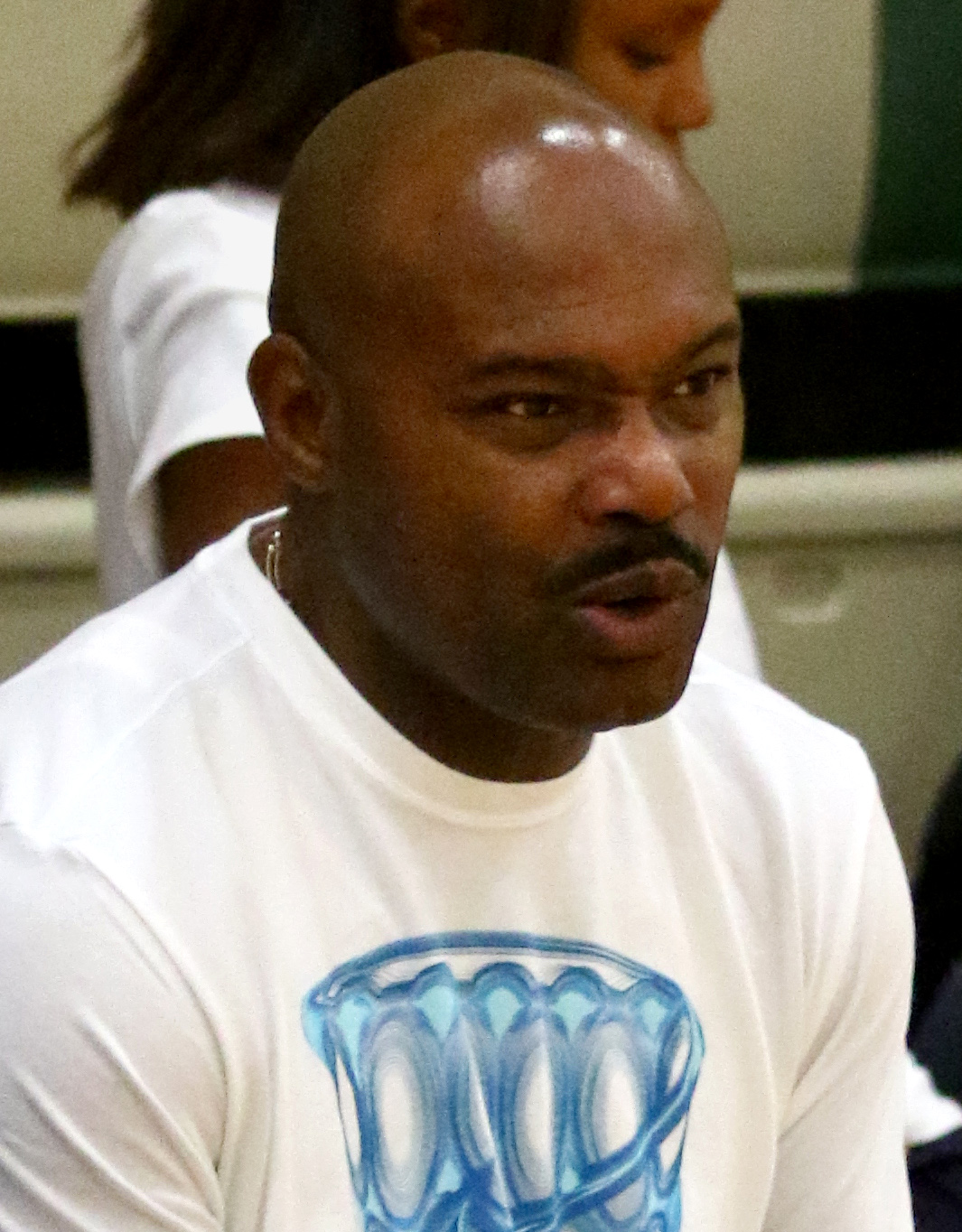
تیم هارداوی در سال ۲۰۱۵

تیم هارداوی (انگلیسی: Tim Hardaway؛ زاده ۱ سپتامبر ۱۹۶۶) یک ورزشکار اهل ایالات متحده آمریکا است. 